# Eubazus nigricoxis
Eubazus nigricoxis är en stekelart som först beskrevs av Wesmael 1835.  Eubazus nigricoxis ingår i släktet Eubazus och familjen bracksteklar. Arten är reproducerande i Sverige. Inga underarter finns listade i Catalogue of Life.